# Spirtle Rock
Der Spirtle Rock (aus dem umgangssprachlichen Englisch sinngemäß übersetzt Spritzwasserfelsen) ist ein vom Meer überspülter Klippenfelsen im Wilhelm-Archipel vor der Graham-Küste des Grahamlands auf der Antarktischen Halbinsel. In der Gruppe der Argentinischen Inseln liegt er zwischen The Barchans und den Anagram Islands.
Seinen deskriptiven Namen erhielt er 1971 durch das UK Antarctic Place-Names Committee.